# سرژی لوپس
سرژی لوپس (کاتالونیایی: Sergi López؛ زادهٔ ۲۲ دسامبر ۱۹۶۵) بازیگر اهل اسپانیا است. 
او در سال ۱۹۹۱ برای کارگردان فرانسوی مانوئل پوآریه تست بازیگری داد. لوپس در آن سال اولین فیلم خود را در فیلم «دوست کوچک آنتونیو» (۱۹۹۲) به کارگردانی پوآریه بازی کرد. لوپس هشت فیلم دیگر برای پوآریه بازی کرد، از جمله اولین موفقیت بین‌المللی‌اش، وسترن (۱۹۹۷). این فیلم در جشنواره فیلم کن ۱۹۹۷ حضور یافت و جایزه هیئت داوران جشنواره کن را از آن خود کرد.

## گزیدهٔ فیلم‌شناسی
- یتیم (۲۰۱۶)
- یک روز عالی (۲۰۱۵)
- جرونیمو (۲۰۱۴)
- اسماعیل (۲۰۱۳)
- راهب (۲۰۱۱)
- هزارتوی پن (۲۰۰۶)
- پرواززدگی (۲۰۰۲)
- چیزهای زیبای کثیف (۲۰۰۲)
- تنها متعلق به من (۲۰۰۱)
- هری، او برای کمک اینجاست (۲۰۰۰)
- وسترن (۱۹۹۷)
- نفرت (۱۹۹۵)